# L42A1
O L42A1 é um fuzil de precisão de ação por ferrolho com câmara para o cartucho 7,62×51mm NATO. Usado no passado pelo Exército Britânico, Fuzileiros Navais Reais e Força Aérea Real, o L42A1 entrou em serviço em 1970. Foi substituído pelo Accuracy International AW (como o L96A1) em 1985.
O L42A1 foi usado em vários conflitos, incluindo a Rebelião Dofar, os conflitos na Irlanda do Norte, a Guerra das Malvinas e a Guerra do Golfo.
O L42A1 foi o último modelo de uma longa linha de fuzis de ação por ferrolho que usava uma ação de bloqueio traseiro projetada por James Paris Lee para o exército britânico. Este projeto de ação apareceu pela primeira vez no fuzil Lee-Metford de 1888.

## Detalhes do projeto
O L42A1 foi uma conversão de 7,62×51mm NATO do fuzil Lee-Enfield No. 4 Mk1(T) e No. 4 Mk1*(T) com câmara para o cartucho .303 British da era da Segunda Guerra Mundial, com câmara britânica No 4 Mk1 (T) e No 4 Mk1 * (T), que permaneceu em serviço por algum tempo depois que o fuzil autocarregável L1A1 de 7,62×51mm NATO substituiu o fuzil No. 4 como fuzil de serviço padrão em 1957. Ele diferia de outras variantes baseadas no No. 4 do pós-guerra porque o gatilho permanecia articulado no guarda-mato como no No.4 Mk1 e 1 *, não pendurado no receptáculo como nos fuzis .303 British No. 4 Mk 2, Mk 1/2 e Mk 1/3 posteriores e em outras conversões de 7,62×51mm NATO.
O programa de conversão foi realizado na Royal Small Arms Factory Enfield de 1970 a 1971 e cerca de 1.080 fuzis foram convertidos. Um novo cano pesado de 7,62×51mm NATO, forjado a martelo, foi instalado, com estriamentos de torção direita de quatro ranhuras em vez das estriamentos de cinco ranhuras do tipo Enfield à esquerda usadas em canos .303 British. O cano mais pesado flutuava livremente, o que significava que o padrão de precisão exigido poderia ser alcançado sem o cano encostar na extremidade dianteira de madeira, como havia sido o caso do No.4 MkI(T). Portanto, a madeira foi modificada encurtando a extremidade dianteira para 1/2" na frente da faixa intermediária, e um novo projeto para um guarda-mão superior foi instalado.
A mira telescópica No. 32 3,5 foi reformada e a compensação de queda da bala no tambor de elevação modificada para as características balísticas do cartucho 7,62×51mm NATO em incrementos de 50 m até 1.000 m. A versão modificada foi renomeada como "Telescope, Straight Sighting, L1A1".
Um novo carregador adequado para o cartucho 7,62×51mm NATO foi anexado; é reconhecível por seu formato mais quadrado quando comparado com a versão .303 British. Uma projeção endurecida da borda esquerda do carregador serve como ejetor, embora o parafuso ejetor .303 British tenha permanecido no lugar. A coronha com seu apoio de bochecha aparafusada foi mantida, porém o número da mira no pulso da coronha foi apagado com saídas "X" e novos números aplicados. As marcações no lado esquerdo do receptáculo foram apagadas e novas marcações refletindo a designação e o calibre do novo fuzil foram aplicadas. As marcações originais às vezes são parcialmente visíveis por baixo.
Uma nova caixa de transporte maior foi feita para o L42A1.

## Variantes
L39A1
Uma variante de tiro ao alvo produzida para equipes militares de tiro. Era semelhante ao L42A1, exceto que era equipado com um túnel de alvo Parker-Hale frontal e alça de mira ajustável por micrômetro em vez da mira telescópica, e a coronha não tinha um apoio de bochecha. Os fuzis foram fornecidos sem mira, que deveriam ser instaladas pelas unidades para as quais foram entregues. Alguns fuzis são vistos adaptados com um punho de pistola curvo semelhante à coronha usada no rifle No. 8 .22. Como o carregamento do carregador não era necessário, o L39A1 conforme emitido tinha um carregador .303 British, cujo seguidor servia como plataforma de carregamento para uso de tiro único, embora carregadores 7,62x51mm NATO também sejam vistos equipados, já que os receptáculos são usinados para aceitar estes. O cano era a mesma versão pesada de 7,62×51mm NATO, forjada a martelo, instalada no L42A1, adaptada para uma faixa de mira frontal do tipo Parker-Hale.
No.4 7.62mm CONV
Quanto ao L39A1, exceto que os fuzis foram fornecidos de fábrica com mira Parker-Hale 5c, coronha estilo No. 8 e carregador 7,62x51mm como padrão. Esses fuzis compartilham o mesmo intervalo de números de série dos fuzis L39A1 (ambos os tipos mais os tipos experimentais de pré-produção juntos). Esses fuzis foram enviados principalmente para a Associação de Rifles do Exército e estavam disponíveis para compra por unidades militares.
Enfield Enforcer
Uma variante de franco-atirador específica da polícia usada por várias forças policiais britânicas desde o início dos anos 1970. Era semelhante ao L39A1, com coronha comercial estilo "Monte Carlo" com semi-punho de pistola e apoio de bochecha integral. Foi fornecido com uma mira telescópica Pecar Berlin de alta qualidade, fabricada na Alemanha Oriental. As montagens da mira telescópica eram de padrão comercial; eles não se pareciam com as montagens aparafusadas do tipo No. 4 Mk1 (T) usadas no L42A1. Miras semelhantes às usadas no L39A1 também podem ser instaladas no Enforcer. O carregador 7,62×51mm NATO foi equipado e 767 foram fabricados.
Enfield Envoy
Semelhante ao L39A1, mas foi produzido com maior padrão de acabamento externo para venda no mercado civil. Ele tinha uma extremidade dianteira de seção transversal mais larga do mesmo formato do No. 8 e era fornecido com uma coronha estilo No. 8.

## Operadores
Operadores militares;
- Reino Unido: Exército Britânico, Royal Marines (fuzileiros reais) e RAF Regiment – Enfield L42A1.[3][12]

Operadores policiais;
- Reino Unido: Forças policiais britânicas – Enforcer (versão policial).

Operadores militares não estatais
- Forças Libanesas: Enfield L42A1 e Enforcer.[13]